# Piotr Wójcik (działacz ludowy)
Piotr Wójcik (ur. 29 czerwca 1870 w Piotrowicach k. Puław, zm. 12 lipca 1970 w Warszawie) – polski działacz ludowy, rolnik.

## Życiorys

### Przed 1914
Pochodził z rodziny chłopskiej, był synem uczestnika powstania styczniowego. Jako 17-latek kolportował ulotki i gazetki Wielkiego Proletariatu. Po ślubie z Marią Duro (wnuczką powstańca styczniowego, działaczką oświatową) przeniósł się do jej rodzinnej wsi Barłogi (powiat Puławy), potem osiadł w Zabłociu. Dom Wójcików stanowił miejsce spotkań konspiracyjnych, a także schronienie dla uczestników walk niepodległościowych. Piotr Wójcik działał w ruchu zaraniarzy (skupionych wokół tygodnika „Zaranie”, m.in. Tomasz Nocznicki i Irena Kosmowska), był zwolennikiem współpracy z Socjaldemokracją Królestwa Polskiego i Litwy. W 1912 wspólnie ze szwagrem Józefem Duro i Kazimierzem Dulembą uczestniczył w spotkaniu z Włodzimierzem Leninem w Krakowie. Utrzymywał również kontakt m.in. z Ireną Kosmowską, Jadwigą Dziubińską i Stefanem Żeromskim.

### I wojna światowa (1914–1918), II Rzeczpospolita (1918–1939)
W Zabłociu pełnił funkcję wójta. Zainicjował budowę Domu Ludowego w Zabłociu, ofiarował na ten cel materiały budowlane. W 1918 przeniósł się do Szembruczka (powiat Grudziądz), gdzie prowadził gospodarstwo. Uczestniczył w akcji plebiscytowej na Warmii i Mazurach w 1920. Należał do Polskiego Stronnictwa Ludowego „Wyzwolenie” (był członkiem władz lokalnych partii), potem do Stronnictwa Ludowego. W 1937 organizował strajk chłopski w powiecie Grudziądz; kolportaż ulotek strajkowych przypłacił (wraz z synem Henrykiem i córką Wandą) więzieniem. 

### II wojna światowa (1939–1945), po wojnie (od 1945)
Był więźniem obozów koncentracyjnych w Potulicach i Stutthofie w czasie II wojny światowej. Po wojnie działał w Stronnictwie Ludowym, następnie był członkiem Zjednoczonego Stronnictwa Ludowego. Koło ZSL w Słońsku koło Ciechocinka nadało mu członkostwo honorowe. Był odznaczony m.in. Krzyżem Komandorskim Orderu Odrodzenia Polski. Zmarł krótko po ukończeniu 100 lat.